# Mikalaj Zjan'ko
Mikalaj Mikalaevič Zjan'ko (in bielorusso Мікалай Мікалаевіч Зянько?; Orša, 11 marzo 1989) è un ex calciatore bielorusso, di ruolo attaccante.

## Carriera

### Club
Ha giocato nella prima divisione dei campionati bielorusso, moldavo e tagiko.

### Nazionale
Ha giocato nella nazionale bielorussa Under-21.

## Palmarès

### Club

#### Competizioni nazionali
- Peršaja Liha: 1

Minsk: 2008
- Campionato tagiko: 1

Istiklol: 2018
- Coppa del Tagikistan: 1

Istiklol: 2018